# Neaxestis
Neaxestis is een geslacht van vlinders van de familie visstaartjes (Nolidae).

## Soorten
- N. acutangula Hampson, 1902
- N. aviuncis Wiltshire, 1985
- N. griseata Hampson, 1902
- N. irrorata (Hampson, 1910)
- N. mesogonia (Hampson, 1905)
- N. montivalva Wiltshire, 1986
- N. piperita (Hampson, 1905)
- N. piperitella (Strand, 1909)
- N. rhoda Hampson, 1905